# Naziritor
Naziritor is een geslacht van straalvinnige vissen uit de familie van eigenlijke karpers (Cyprinidae).

## Soort
- Naziritor zhobensis (Mirza, 1967)